# 彭紹觀
彭紹觀（1728年—1791年），字顒若，號鏡瀾，江南蘇州府長洲縣人，祖籍江西臨江府清江縣，清朝政治人物。狀元彭啟豐次子，進士彭紹升兄。母親為長洲宋氏宋匡業之女，蘇州網師園園主宋宗元姊。

## 生平
乾隆十二年（1747年）丁卯科舉人，二十二年（1757年）丁丑科進士。選翰林院庶吉士，二十八年（1763年）授編修，二十九年（1764年）任國史館纂修官，受國史館總裁、東閣大學士劉統勳賞識，三十三年（1768年）充日講起居注官，四十年（1775年）升侍讀，四十一年（1776年）升侍講學士，充文淵閣直閣事，四十五年（1780年）改侍讀學士，任會試同考官、山西鄉試正考官等，四十九年（1784年）再任國史館纂修官、武英殿提調官，曾校對《武英殿聚珍版叢書》等，五十六年（1791年）卒於京城家邸。

## 家庭
夫人為蘇州婁關蔣氏乾隆四年（1739年）己未科進士蔣應焻三女，乾隆四十年（1775年）乙未科進士蔣基三姊。與乾隆三十七年（1772年）壬辰科進士、四庫全書館職官朱鈐為連襟。有二子二女：長子彭希范為乾隆三十九年（1774年）甲午科舉人；次子蔣希嵩早卒。長女嫁內閣中書及四庫全書館職官葉元符；次女嫁廩生閔思瑞。